# Hockey Valdagno
El Hockey Valdagno 1938, més conegut com a Hockey Valdagno, (fins a l'any 2013 Associazione Hockey Marzotto Valdagno) és un club esportiu d'hoquei patins de la ciutat italiana de Valdagno, a la província de Vicenza.
El nom Marzotto deriva de l'espònsor històric: la Marzotto, fàbrica i casa de moda, amb seu a Valdagno. Degut al seu actual patrocinador, l'equip rep la denominació d'Admiral Hockey Valdagno, tot i que poc abans havia rebut el nom comercial de Toyota Marcante Hockey Valdagno.

## Història
L'any 1938 es fundà la societat dedicada a l'hoquei patins, que rebria inicialment el nom de CRAL Marzotto, per després adoptar la denominació d'Associazione Hockey Marzotto Valdagno i, actualment, des de 2013, Hockey Valdagno 1938. L'activitat esportiva es va interrompre de forma dràstica durant els anys de la Segona Guerra Mundial en la que Itàlia es va veure afectada. Un cop finalitzat el conflicte bèl·lic, es va reprendre la participació en competicions l'any 1946.
En finalitzar la temporada 2007-08, va registrar un dels millors resultats de la seva història amb el subcampionat de la Copa de la CERS, el quart lloc al Campionat del Món de Clubs i el cinquè lloc de la classificació de la Lliga italiana Serie A. Convé també destacar l'actuació de la temporada 1961-62 en la que assolí el tercer lloc de la Lliga Serie A, o la de la 1997-98 en la que aconseguí el seu primer títol rellevant, la Copa de la Lliga.
Això no obstant, la millor temporada històrica de l'equip fou la 2009-10, en la qual es proclamà campió per primera vegada a la seva història de la Lliga italiana d'hoquei sobre patins, guanyant posteriorment també la Supercopa italiana d'hoquei sobre patins 2010.

## Palmarès
- 3 Lligues italianes: 2009–10, 2011–12, 2012–13
- 3 Supercopes italianes: 2010,[3] 2011,[4] 2012[5]
- 2 Copes d'Italia: 2012–13, 2013–14
- 1 Estrella d'Or al mèrit esportiu del CONI: 2008[6]

## Presidents
| - Wladimiro Soldà (1938-1940) - Luigi Peloso (1941-1942) - Carlo Potepan (1943-1950) - Alberto Libondi (1951-1952) - Pietro Marzotto / Guido Lobbia (1953-1954) - Luigi Perin (1955-1956) - Alberto Libondi (1957-1962) - Ottone Menato (1963-1964) - Alberto Libondi (1965-1976) | - Giancarlo Fontana (1977-1978) - Wladimiro Cavalli (1979-1982) - Italo Chiesa (1983-1985) - Marino Canale (1986-1991) - Paolo Centomo (1992-1996) - Dino Repele (1997-2011) - Paolo Centomo (2011-2013) - Domenico Cracco (2013-...) |